# Sebastopol (couraçado de 1895)
O Sebastopol (Севастополь) foi um couraçado pré-dreadnought operado pela Marinha Imperial Russa e a terceira e última embarcação da Classe Petropavlovsk, depois do Petropavlovsk e Poltava. Sua construção começou em maio de 1892 no Novo Estaleiro do Almirantado e foi lançado ao mar em junho de 1895, sendo comissionado na frota russa em outubro de 1899. Era armado com quatro canhões de 305 milímetros montados em duas torres de artilharia duplas, tinha um deslocamento de doze mil toneladas e alcançava uma velocidade máxima de dezesseis nós.
A embarcação foi designada para atuar na Esquadra do Pacífico logo depois de entrar em serviço, tendo Porto Artur na China como sua base. Alguns anos depois de sua chegada participou da Guerra Russo-Japonesa, estando presente na Batalha de Porto Artur em fevereiro de 1904 e depois em várias tentativas de escapar do porto, a mais notável sendo a Batalha do Mar Amarelo em agosto, quando foi danificado pela frota japonesa. Porto Artur se rendeu em janeiro de 1905 e o Sebastopol foi deliberadamente afundado para não ser capturado pela Marinha Imperial Japonesa.

## Características

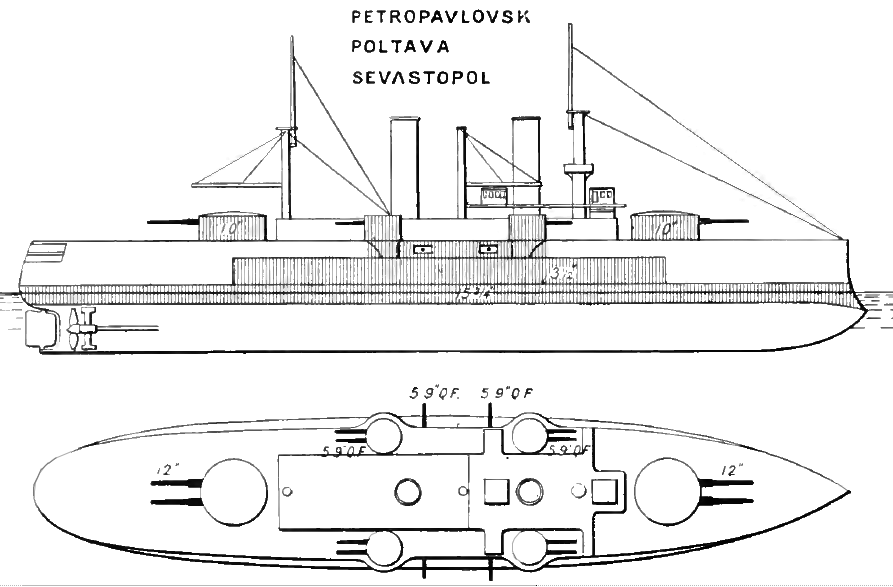
Desenho da Classe Petropavlovsk

O projeto da Classe Petropavlovsk foi inspirado no navio blindado Imperator Nikolai I, porém muito ampliado com o objetivo de poder acomodar um armamento principal de quatro canhões de 305 milímetros e um secundário oito canhões de 203 milímetros. Entretanto, durante a construção a classe foi revisada a fim de incorporar uma versão mais poderosa da arma de 305 milímetros e uma bateria secundária de doze armas de 152 milímetros.
O Sebastopol tinha 114,6 metros de comprimento de fora a fora, boca de 21,3 metros e calado de 8,6 metros. Foi projetado para ter um deslocamento de 11 140 toneladas, porém foi finalizado com novecentas toneladas a mais e seu deslocamento era de 12 032 toneladas. Seu sistema de propulsão tinha dezesseis caldeiras cilíndricas que alimentavam dois motores verticais de tripla-expansão, cada um girando uma hélice. Tinha uma potência indicada de 10,7 mil cavalos-vapor (7,9 mil quilowatts) para uma velocidade máxima de dezesseis nós (trinta quilômetros por hora). Podia transportar carvão suficiente para uma autonomia de 3 750 milhas náuticas (6 940 quilômetros) a dez nós (dezenove quilômetros por hora). Sua tripulação era formada 662 oficiais e marinheiros.
O armamento principal consistia em quatro canhões Obukhov Modelo 1895 calibre 40 de 305 milímetros montados em duas torres de artilharia duplas, uma à vante e outra à ré da superestrutura. O armamento secundário tinha doze canhões Canet Padrão 1892 calibre 45 de 152 milímetros montados em quatro torres de artilharia duplas nas laterais da superestrutura e os restantes em embrasuras nas laterais do casco à meia-nau. O armamento contra barcos torpedeiros tinha dez canhões Hotchkiss de 47 milímetros e 28 canhões Maxim de 37 milímetros. Também havia seis tubos de torpedo, dois submersos de 457 milímetros e quatro acima da linha de flutuação de 381 milímetros.
A indústria russa na época era incapaz de produzir a blindagem do estilo Harvey planejada para ser equipada no Sebastopol, assim essa blindagem precisou ser encomendada da Bethlehem Steel nos Estados Unidos. Seu cinturão principal de blindagem tinha uma espessura máxima de 368 milímetros sobre as salas de máquinas, reduzindo-se para 254 milímetros na região dos depósitos de munição e 184 milímetros na extremidade inferior. A proteção das torres de artilharia consistia em 254 milímetros nas laterais e 51 milímetros no teto. O convés era protegido por aço-níquel de 51 a 76 milímetros, enquanto a torre de comando tinha laterais de 229 milímetros de espessura.

## História

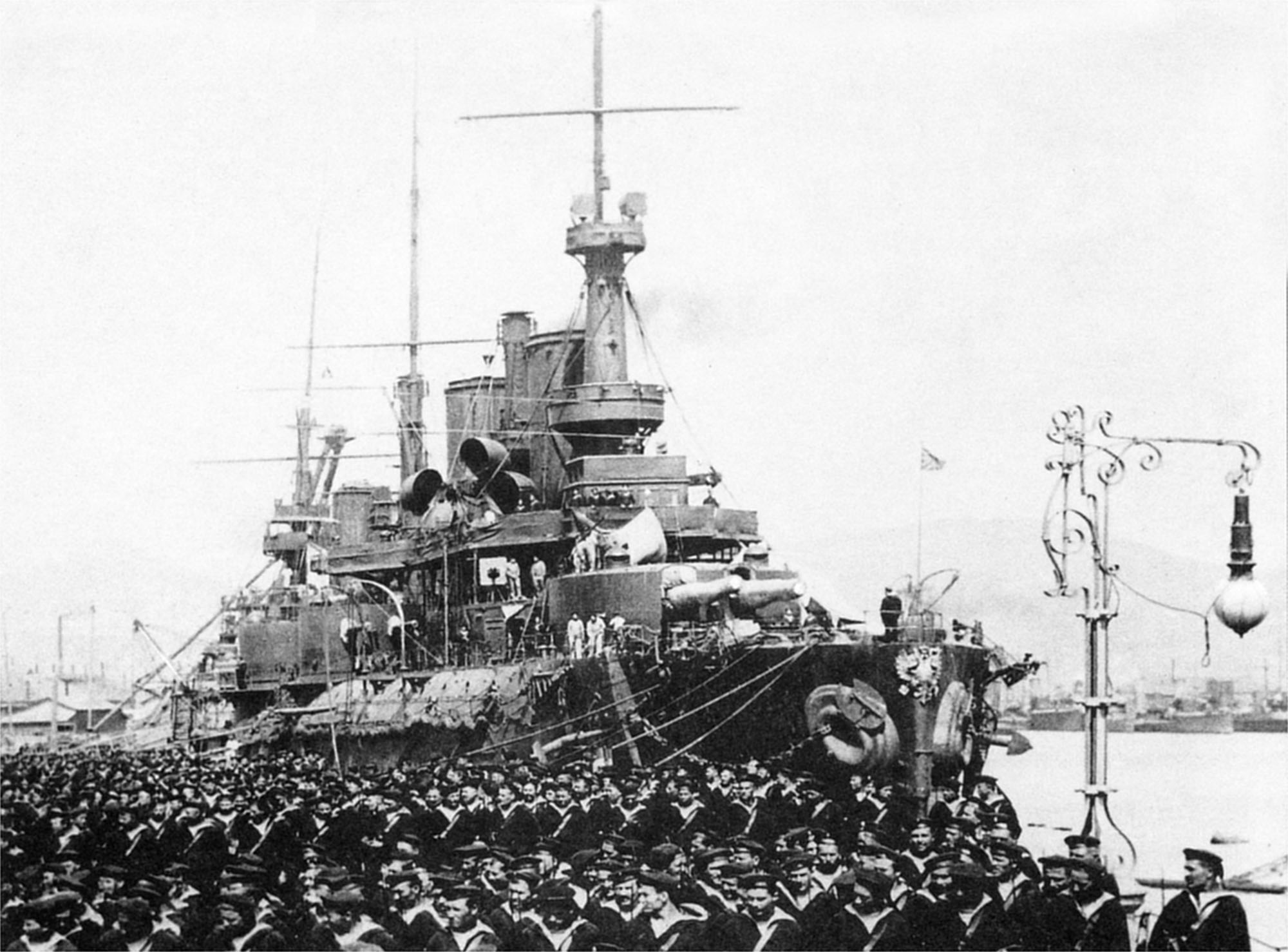
O Sebastopol em Porto Artur em 1904

O batimento de quilha do Sebastopol ocorreu junto com seus irmãos em 19 de maio de 1892 no Novo Estaleiro do Almirantado em São Petersburgo, com a cerimônia de início das obras tendo a presença do imperador Alexandre III e também de seu herdeiro Nicolau, Cesarevich da Rússia. Sua construção foi supervisionada pelos engenheiros E. Andruschenko e N. Afanasiev. Foi lançado ao mar em 1º de junho de 1895, sendo nomeado em homenagem ao Cerco de Sebastopol travado entre 1854 e 1855 durante a Guerra da Crimeia. Seus conveses e casco foram finalizados em 1898, com o navio sendo transferido para Kronstadt onde sua blindagem e armamentos foram instalados. A embarcação foi finalizada em 1899, com o capitão Nikolai Chernishev sendo seu primeiro oficial comandante, posição que manteve até 17 de março de 1904, quando foi substituído pelo capitão Nikolai von Essen.
Os testes marítimos do Sebastopol começaram em 16 de outubro de 1899 e o couraçado foi comissionado assim que eles foram completados. Foi transferido junto com seus irmãos para Porto Artur, na China, que na época era a base da Esquadra do Pacífico. Equipamentos de rádio foram instalados a bordo em setembro de 1900. Foi pintado na mesma época todo de branco, que era a cor usada por todos os navios da Esquadra do Pacífico. Ele partiu para Porto Artur, onde chegou em 13 de maio de 1901. O Sebastopol passou a maior parte dos anos seguintes atracado no porto sem muito o que fazer pois a Rússia não estava em guerra no Extremo Oriente na época.

### Guerra Russo-Japonesa

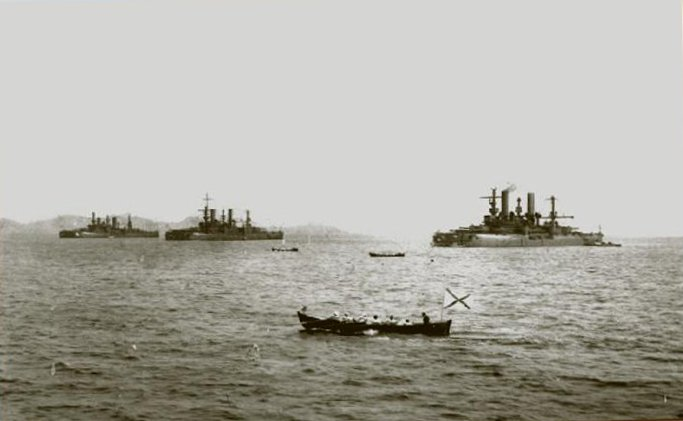
O Petropavlovsk, Sebastopol e Poltava em Porto Artur c. 1901–1904

Rússia e Japão, após a vitória japonesa na Primeira Guerra Sino-Japonesa em 1895, tinham ambições sobre a Manchúria e Coreia, resultando em tensões cada vez maiores entre os dois. Os japoneses iniciaram em 1901 negociações para reduzir essas tensões, porém o governo russo foi lento e incerto em suas respostas porque ainda não tinha decidido exatamente como resolver a questão. O Japão interpretou isso como uma prevaricação deliberada por parte da Rússia a fim de ganhar tempo para completar seus programas armamentistas. A situação foi piorada pelo fato de tropas russas não terem deixado a Manchúria em 1903 como prometido. O ponto sem volta para os japoneses ocorreu quando notícias surgiram que a Rússia tinha recebido concessões madeireiras na Coreia e estava se recusando a reconhecer os interesses do Japão na Manchúria, ao mesmo tempo que também colocava condições sobre atividades japonesas na Coreia. Estas ações fizeram o governo japonês decidir em dezembro de 1903 que uma guerra era inevitável. A Esquadra do Pacífico, enquanto as tensões cresciam, começou a atracar do lado de fora do porto de Porto Artur durante a noite a fim de reagir mais rapidamente caso os japoneses tentassem invadir e desembarcar tropas na Coreia.
A Marinha Imperial Japonesa lançou um ataque surpresa contra a frota russa em Porto Artur na noite de 8 para 9 de fevereiro de 1904. O Sebastopol foi atingido por apenas um projétil que feriu dois tripulantes na ponte de comando. Ele logo partiu em perseguição junto com os outros navios disparando todas as suas armas de vante, mas não conseguiu acertar seus alvos. Ele colidiu acidentalmente com o couraçado Peresvet em 26 de março, danificando uma de suas hélices. A Esquadra do Pacífico tentou deixar Porto Artur várias vezes depois do ataque japonês, uma delas em 23 de junho, porém recuaram depois de avistaram a frota inimiga. Aproximando-se do porto o Sebastopol saiu um pouco de formação e bateu em uma mina naval que matou onze tripulantes e causou grandes inundações, mas mesmo assim ele foi capaz de atracar. A embarcação ficou sob reparo por seis semanas, período durante o qual um incêndio começou a bordo que matou 2 marinheiros e feriu outros 28. Os couraçados russos eram muito grandes para entrarem na doca seca de Porto Artur, assim grandes ensecadeiras foram construídas para se poder acessar os cascos. O Exército Imperial Japonês começou a atacar as defesas externas de Porto Artur em 9 de agosto, fazendo a Esquadra do Pacífico deixar sua base. O Sebastopol ainda não estava totalmente concertado, mas mesmo assim seguiu com o resto da frota com um de seus canhões principais de ré ainda inoperante. Esta surtida russa resultaria no dia seguinte na Batalha do Mar Amarelo.

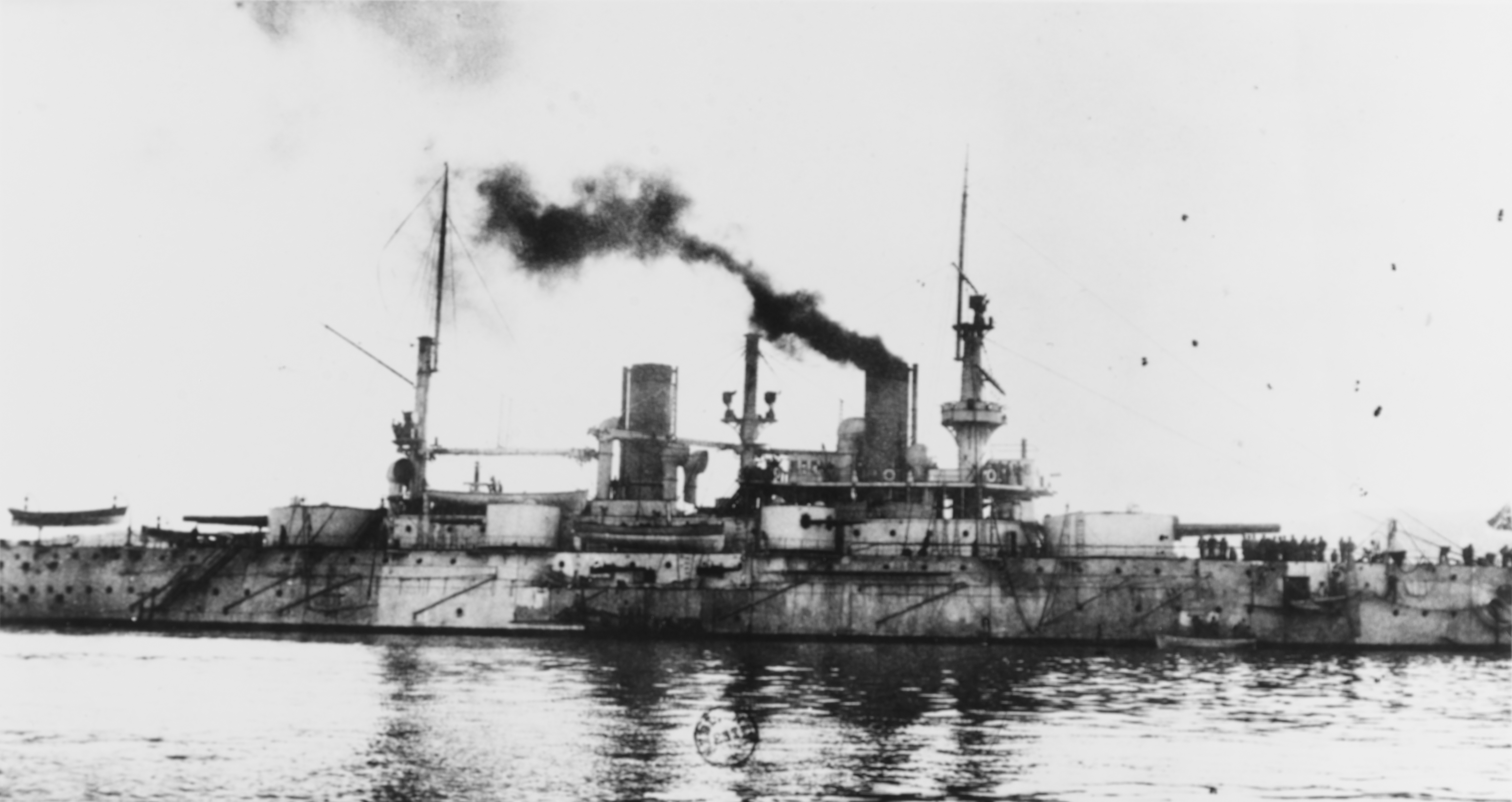
O Sebastopol em Porto Artur em 1904

O Sebastopol foi levemente danificado durante a primeira parte da batalha. À tarde os russos concentraram seus disparos contra o couraçado Mikasa. Os japoneses dispararam de volta, com o Sebastopol sendo atingido várias vezes na superestrutura, com um tripulante morto e 62 feridos. O navio e o Retvizan conseguiram acertar o Mikasa alguns minutos depois com dois projéteis de 305 milímetros e um de 152 milímetros. Entretanto, dois projéteis de 305 milímetros do Asahi acertaram a capitânia russa Tsesarevich na torre de comando, matando o contra-almirante Wilgelm Vitgeft e o timoneiro, ferindo seriamente seu capitão e fazendo a embarcação parar totalmente depois de executar uma virada acentuada. Os outros navios acharam que isto tinha sido uma manobra deliberada e executaram a mesma virada, precisando manobrar freneticamente para evitarem colidir com o estacionário Tsesarevich, incluindo o Sebastopol. O contra-almirante príncipe Pavel Ukhtomski, segundo em comando da esquadra, deu sinal para os navios russos retornarem a Porto Artur, porém demorou algum tempo antes que pudessem retomar a formação para a viagem de volta.
A esquadra russa voltou para Porto Artur em 11 de agosto, com a cidade ainda sob cerco japonês. O Sebastopol bombardeou uma bateria japonesa em 23 de agosto em um esforço para tentar escapar junto com outras nove embarcações menores, porém, mesmo tendo destruído a bateria, eles foram forçados a voltar para o porto depois de terem sido avistados por vigias japoneses. O couraçado bateu em mais uma mina enquanto estava manobrando de volta para Porto Artur e precisou ficar sob reparos. Os japoneses capturaram em 5 de dezembro um morro que dava vista direta para o porto e permitia que eles direcionassem seus disparos diretamente contra os navios russos. Quatro couraçados e dois cruzadores já tinham sido afundados pela artilharia inimiga até 9 de dezembro. O Sebastopol foi atingido por cinco projéteis de 279 milímetros, mas conseguiu se afastar até um outro porto onde estava fora do alcance dos canhões japoneses e podia ser protegido por redes antitorpedo. Essen começou a planejar uma fuga para Vladivostok ou um encontro com uma outra esquadra russa que estava à caminho para o auxílio e naquele momento reabastecendo em Madagascar, porém na mesma época o vice-almirante japonês Tōgō Heihachirō ordenou a destruição dos navios russos com um ataque grande de contratorpedeiros e barcos torpedeiros.
Os ataques duraram três semanas, período durante o qual oitenta torpedos foram lançados contra o Sebastopol. Destes, quatro acertaram, todos lançados em 18 de dezembro. Três acertaram as redes antitorpedo que tinham sido colocadas ao redor do navio, mas o último acertou em uma das hélices. O couraçado foi seriamente danificado, mas continuou flutuando e conseguiu afundar dois contratorpedeiros inimigos e danificar outros seis. Essen foi informado em 2 de janeiro de 1905 que as fortificações terrestres tinham se rendido, decidindo se render também, mas antes afundou seu próprio navio deliberadamente a uma profundidade de 55 metros abrindo válvulas em seu interior com o objetivo de impedir que fosse capturado pelos japoneses. Uma tentativa de fuga para Vladivostok não seria possível devido ao dano anterior em uma de suas hélices. Essen foi condecorado com a Ordem de São Jorge por essa ação. O Sebastopol não pode ser reflutuado pela profundidade e posição em que afundou, sendo o único couraçado russo afundando em Porot Artur que não foi recuperado pelos japoneses. Seus destroços permanecem do lado de fora da entrada do porto.